# Academia Brasileira de Cinema
A Academia Brasileira de Cinema e Artes Audiovisuais (ABCAA) é uma organização  profissional com a finalidade, entre outras, de outorgar o Grande Prêmio do Cinema Brasileiro (também chamado de Prêmio Grande Otelo) e contribuir para a discussão, promoção, desenvolvimento e ciência do cinema como manifestação artística, ajudando, desta forma, a fortalecer a indústria cinematográfica brasileira. Também é a responsável por pré-selecionar os filmes que vão representar o Brasil no Óscar.
Fundada por Luiz Antonio Viana (também primeiro presidente) em 20 de maio de 2002, com sede no Rio de Janeiro, atualmente conta com mais de 200 sócios e serve como instrumento de celebração da qualidade e excelência do cinema brasileiro. Em setembro do mesmo ano da fundação da Academia, aconteceu a primeira edição do Prêmio Grande Otelo, no Theatro Municipal do Rio de Janeiro.

## História
“A Academia Brasileira de Cinema é um instrumento de celebração da qualidade do cinema brasileiro e mais um veículo de promoção e preservação que irá, sem dúvida, reforçar as alianças entre aqueles que fazem do nosso cinema uma arte maior.”, Luiz Antonio Viana, fundador e primeiro presidente da academia.
Em 20 de maio de 2002, Luiz Antonio Viana fundou a Academia Brasileira de Cinema, com sede no Rio de Janeiro com o intuito de criar uma instituição vocacionada para a contribuição do desenvolvimento e fortalecimento do cinema no Brasil como arte e ciência por manifestação. Para tal feito, a ideia era a criação de um prêmio que pudesse celebrar, discutir, promover, fomentar e reconhecer a excelência de trabalhos realizados em cinema.
Nasce então o Prêmio Grande Otelo, que é conferido anualmente pela academia desde 2002, em uma cerimônia transmitida pela TV aos melhores profissionais em suas respectivas categorias.
“É conhecida a regra de que quando o cinema nacional faz sucesso, esquenta o mercado e todos ganham. Como diria Euclides da Cunha, 'o cineasta brasileiro é antes de tudo um forte, e a Academia sua fortaleza'. Cada vez mais forte, nossa academia orgulha-se do cinema brasileiro e seus cineastas. Vida longa à academia.”, Roberto Farias,  ex-presidente da Academia Brasileira de Cinema.

## Grande Prêmio do Cinema Brasileiro

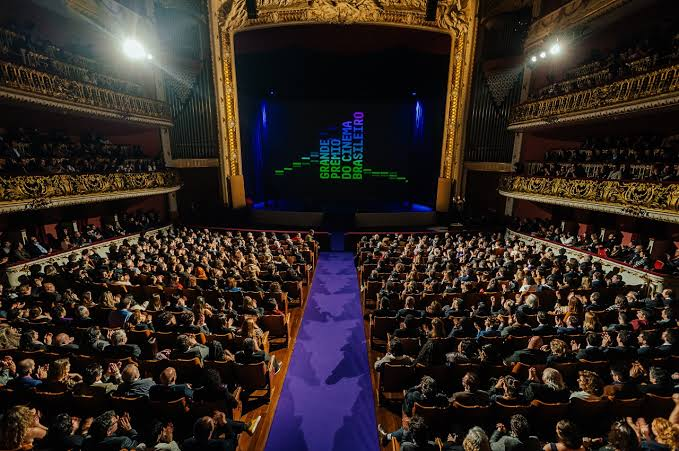
Cerimônia do Grande Prêmio do Cinema Brasileiro 2019

O Grande Prêmio do Cinema Brasileiro (também chamado de Prêmio Grande Otelo) é o prêmio mais importante do cinema brasileiro, outorgado anualmente pela academia com a finalidade de condecorar a excelência dos melhores profissionais em cada uma das diversas especialidades do setor. O prêmio é uma estatueta de um cavaleiro com uma espada em homenagem ao ator brasileiro Grande Otelo, banhada em ouro sobre um pedestal. No Brasil, a transmissão da cerimônia é realizada pelo Canal Brasil.
É organizado e votado pelos próprios profissionais, uma forma da própria classe celebrar o seu trabalho e dar o devido reconhecimento ao talento de seus profissionais. Desde 2004, a votação passou a ser feita via Internet, pelo site da academia, e cada sócio recebe uma senha eletrônica para votar. A apuração é feita pela PricewaterhouseCoopers, a mesma empresa de auditoria que faz a apuração do Óscar.

### Categorias premiadas
| Principais - Melhor Filme de Ficção - Melhor Direção - Melhor Ator - Melhor Atriz - Melhor Ator Coadjuvante - Melhor Atriz Coadjuvante - Melhor Roteiro Original - Melhor Roteiro Adaptado |  | Coadjuvantes - Melhor Filme Estrangeiro - Melhor Filme de Documentário - Melhor Filme de Animação - Melhor Filme Infantil - Melhor Curta-metragem de Ficção - Melhor Curta-metragem Documentário - Melhor Curta-metragem de Animação |  | Técnicos - Melhor Trilha Sonora - Melhor Trilha Sonora Original - Melhor Som - Melhor Direção de Arte - Melhor Direção de Fotografia - Melhor Maquiagem - Melhor Figurino - Melhor Montagem de Ficção - Melhor Montagem de Documentário - Melhores Efeitos Visuais |

Além dos prêmios de mérito à excelência, a academia anualmente outorga, através de seu conselho, os Prêmios Homenagem Especial e o Prêmio Especial de Preservação.